# مايك ليفينغستون
مايك ليفينغستون (بالإنجليزية: Mike Livingston)‏ هو مجدف أمريكي، ولد في 21 سبتمبر 1948 في دنفر في الولايات المتحدة.

## وصلات خارجية
- مايك ليفينغستون على موقع الاتحاد الدولي للتجديف (الإنجليزية)
- مايك ليفينغستون على موقع اللجنة الأولمبية الدولية (الإنجليزية)
- مايك ليفينغستون على موقع أوليمبيديا (الإنجليزية)